# Fangatau (comuna asociada)
Fangatau es una comuna asociada de la comuna francesa de Fangatau  que está situada en la subdivisión de Islas Tuamotu-Gambier, de la colectividad de ultramar de Polinesia Francesa.

## Composición
La comuna asociada de Fangatau comprende la totalidad del atolón de Fangatau.

## Demografía
| Gráfica de evolución demográfica de Fangatau entre 1977 y 2012 |
|                                                                |

Fuente: Insee